# Bahnhof Hiratsuka
Der Bahnhof Hiratsuka (jap. 平塚駅, Hiratsuka-eki) ist ein Bahnhof auf der japanischen Insel Honshū, betrieben von der Bahngesellschaft JR East. Er befindet sich in der Präfektur Kanagawa auf dem Gebiet der Stadt Hiratsuka.

## Beschreibung
Hiratsuka ist ein Zwischenbahnhof an der von JR East betriebenen Tōkaidō-Hauptlinie, einer der bedeutendsten Bahnstrecken Japans. Es herrscht ein reger Verkehr mit einer Vielzahl von Regional- und Eilzügen; während der Hauptverkehrszeit halten hier stündlich bis zu 13 Züge je Richtung. Hervorzuheben sind insbesondere die Commuter Rapid (通勤快速, Tsūkin Kaisoku) von Tokio nach Odawara und die Shōnan Liner (湘南ライナー, Shōnan Rainā). Zusätzlich verkehren einzelne Züge der Shōnan-Shinjuku-Linie über die nominelle Endstation Ōfuna hinaus nach Odawara. Der Busbahnhof auf dem nördlichen Vorplatz wird von über 60 Linien der Gesellschaft Kanagawa Chūō Kōtsū bedient, hinzu kommen acht weitere Linien auf dem südlichen Vorplatz.
Die Anlage steht im Stadtteil Takarachō und ist von Osten nach Westen ausgerichtet. Sie besitzt zehn Gleise, von denen vier dem Personenverkehr dienen. Diese liegen an zwei vollständig überdachten Mittelbahnsteigen. Erreichbar sind sie an ihrem westlichen Ende über eine gedeckte Fußgängerüberführung. Am östlichen Ende spannt sich ein Reiterbahnhof über die gesamte Anlage. In das Empfangsgebäude an der Nordostseite integriert ist das Einkaufszentrum Lusca Chigasaki mit 160 Läden. Verwaltet wird es von Shonan Station Building, einem Tochterunternehmen von JR East.
Im Fiskaljahr 2017 nutzten täglich durchschnittlich 61.846 Fahrgäste den Bahnhof.

## Bilder

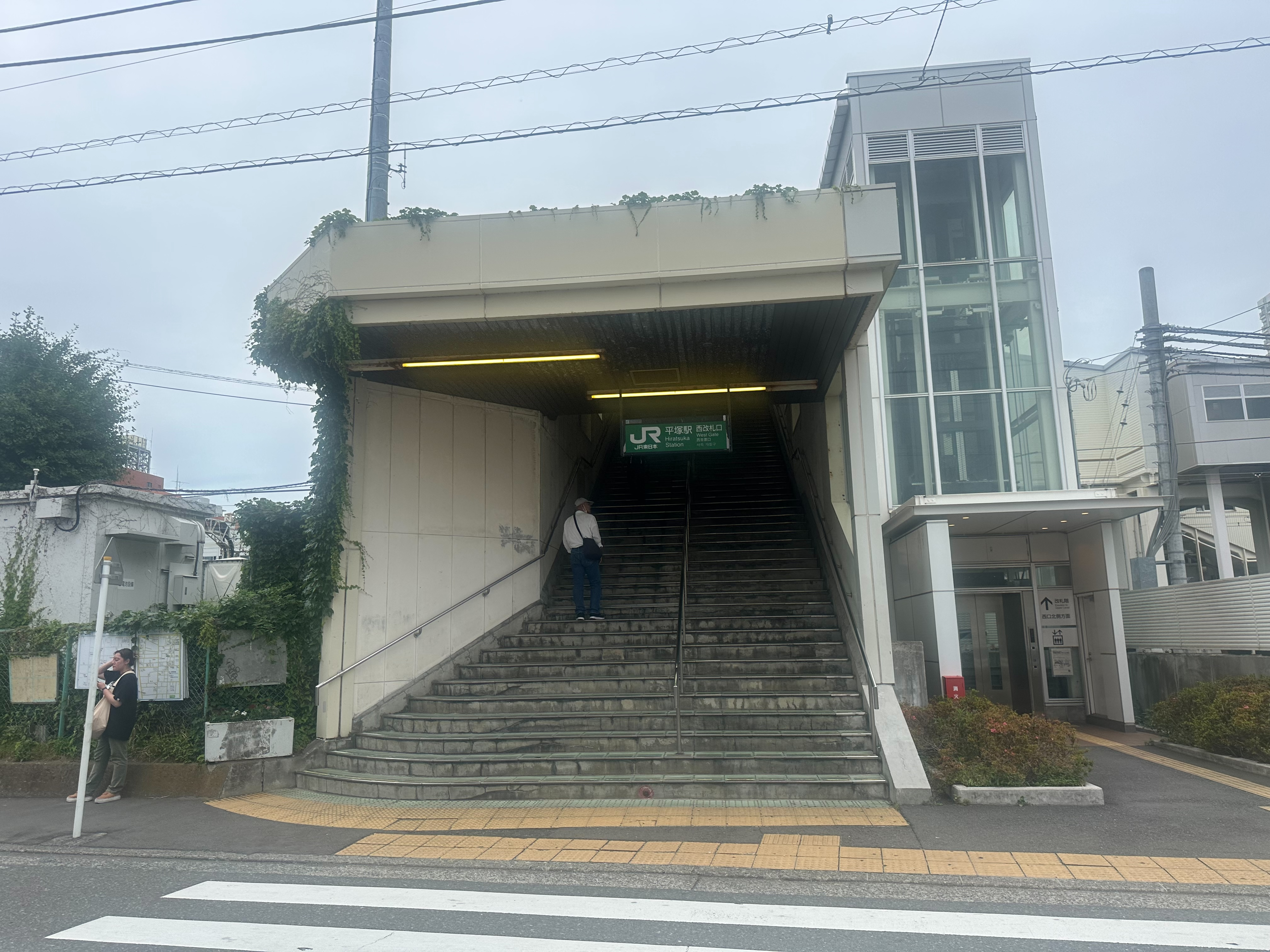
Westeingang
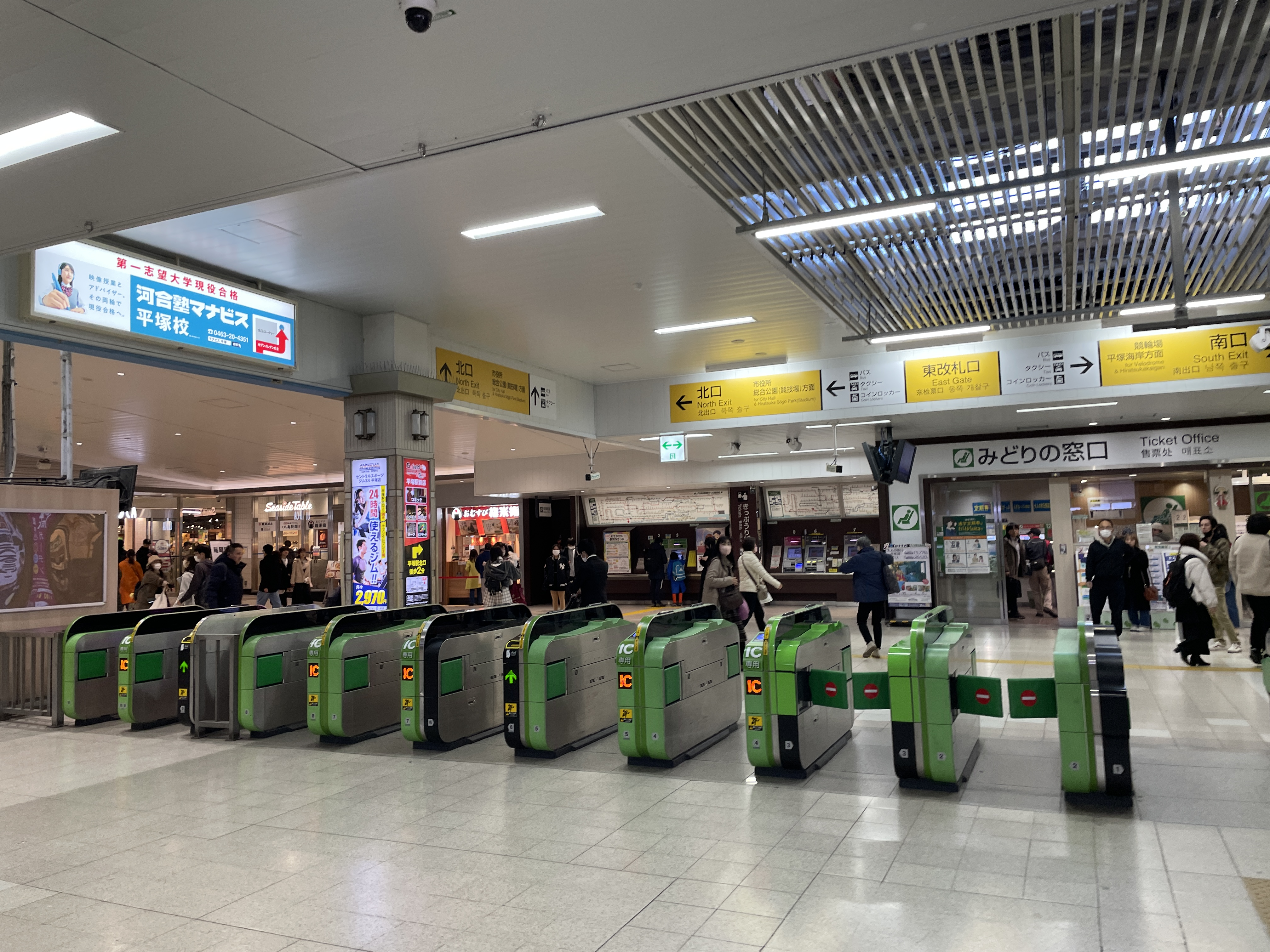
Bahnsteigsperren
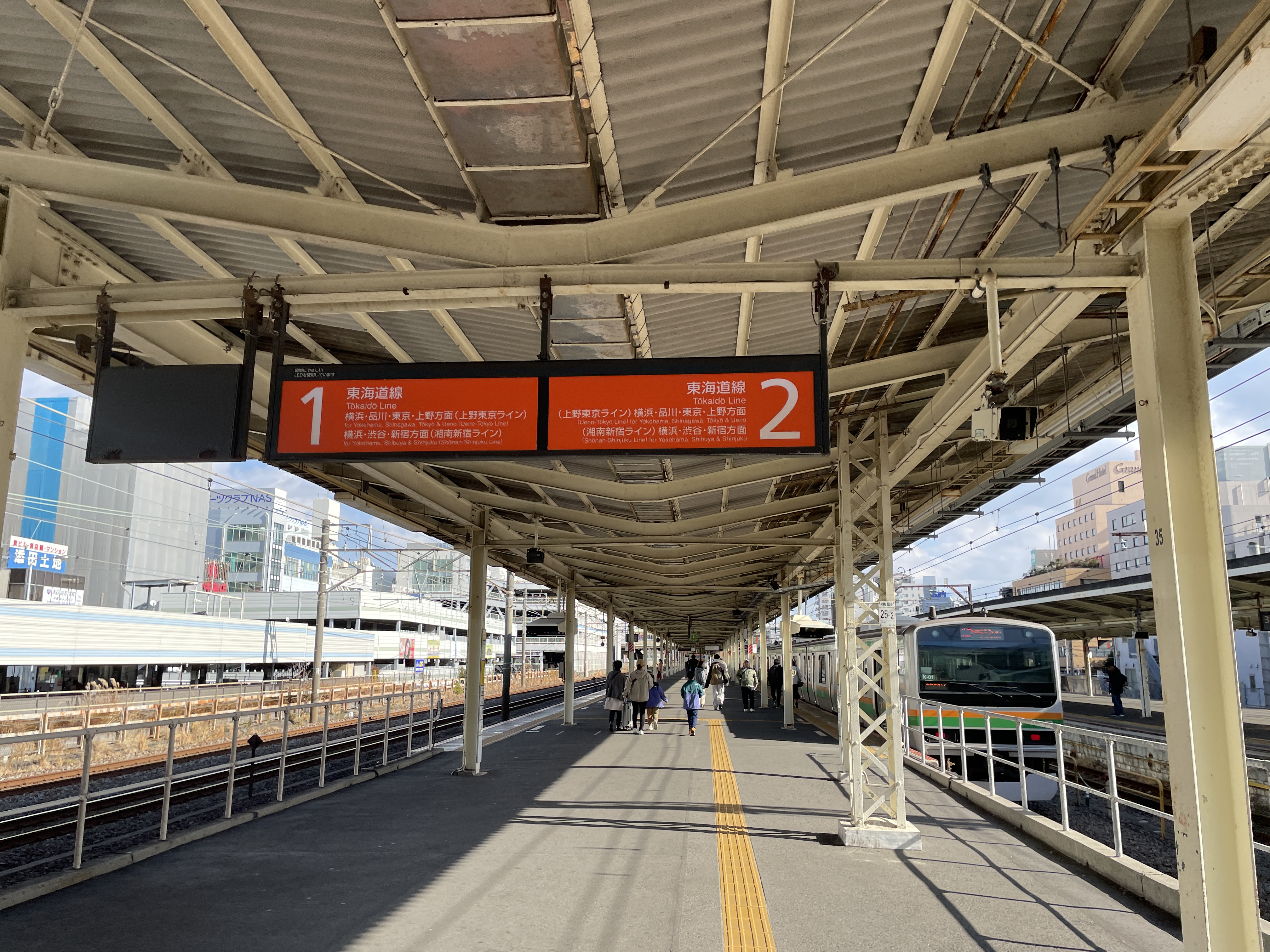
Bahnsteig (Gleise 1/2)
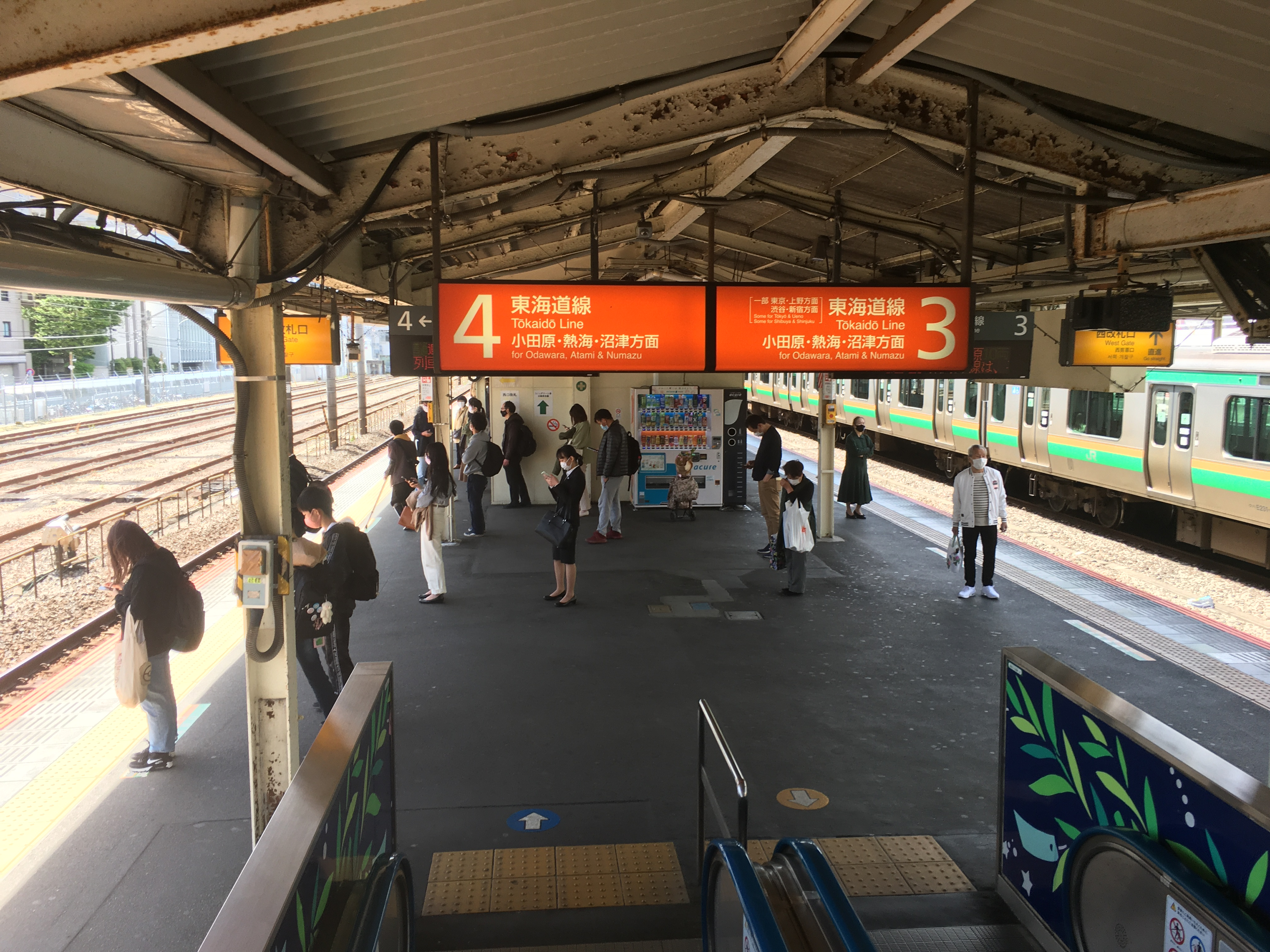
Bahnsteig (Gleise 3/4)
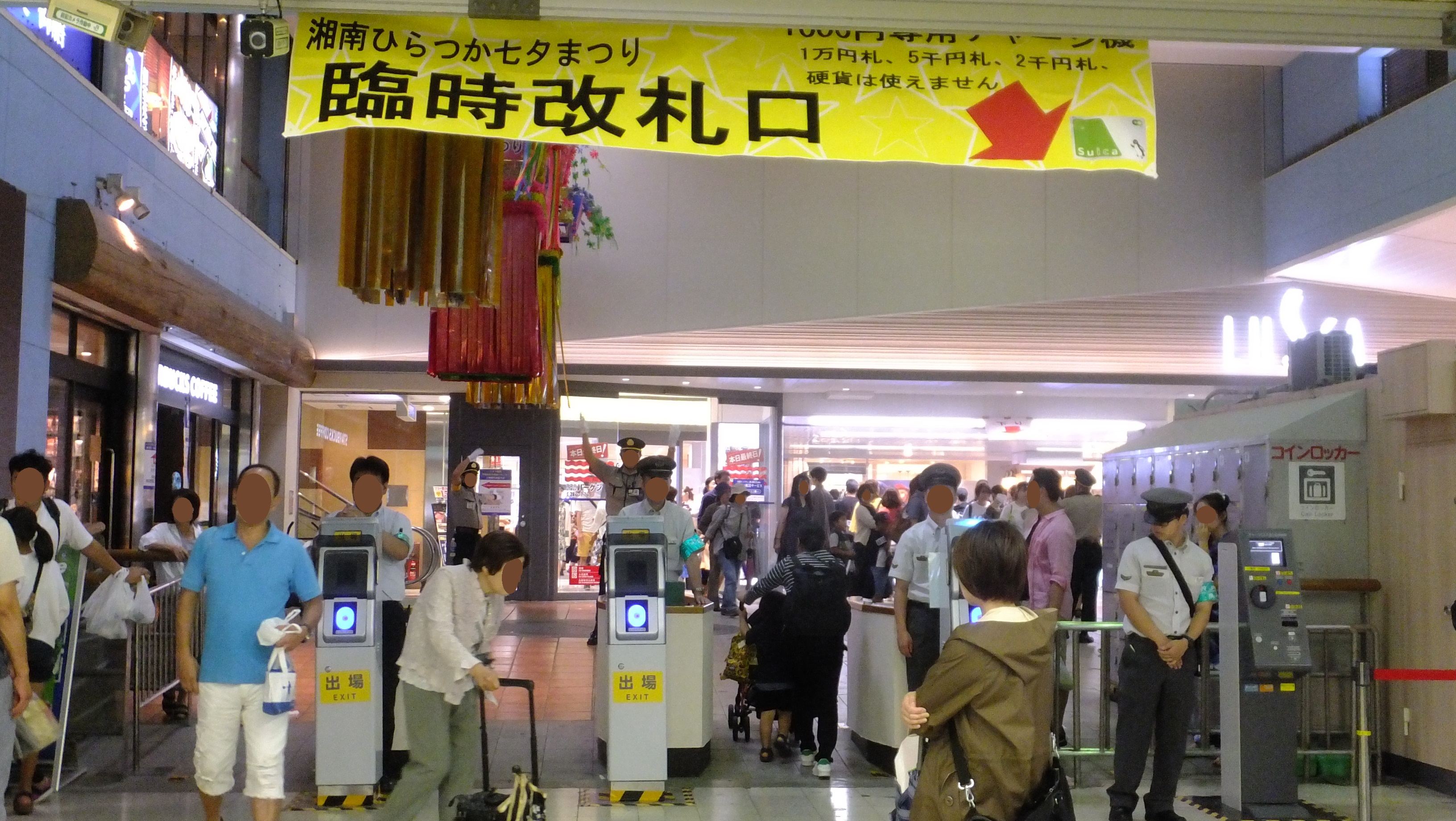
Während des „Tanabata-Festivals“ (Juli 2019) wurde das vorübergehende Tickettor am Nordausgang geöffnet.

## Gleise
| 1/2 | ▉ Tōkaidō-Hauptlinie    | Yokohama • Shinagawa • Tokio • Ueno |
| 1/2 | ▉ Shōnan-Shinjuku-Linie | Yokohama • Shibuya • Shinjuku       |
| 3/4 | ▉ Tōkaidō-Hauptlinie    | Odawara • Atami • Itō • Numazu      |

## Linien
| Verlauf der Tōkaidō-Hauptlinie (Tokio–Atami) |
| --- |
| Tokyo • Shimbashi • Shinagawa • Kawasaki • Yokohama • Totsuka • Ōfuna • Fujisawa • Tsujidō • Chigasaki • Hiratsuka • Ōiso • Ninomiya • Kōzu • Kamonomiya • Odawara • Hayakawa • Nebukawa • Manazuru • Yugawara • Atami |

## Geschichte

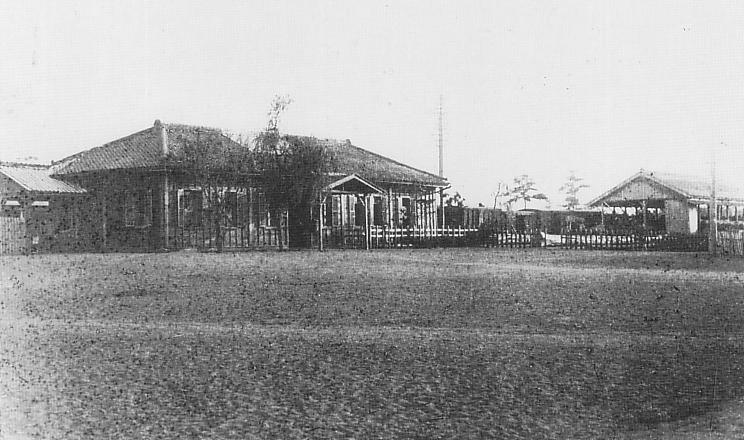
Der Bahnhof Hiratsuka während der Meiji-Zeit

Am 11. Juli 1887 eröffnete die staatliche Eisenbahnverwaltung den Bahnhof, zusammen mit dem Teilstück der Tōkaidō-Hauptlinie von Yokohama nach Kōzu. Vom 1. Juli 1906 bis zum 1. April 1924 bestand eine Zweigstrecke für den Güterverkehr zwischen dem Bahnhof und dem Hafen von Hiratsuka. Das Große Kantō-Erdbeben am 1. September 1923 zerstörte die rund einen Kilometer östlich des Bahnhofs gelegene Brücke über den Sagami; während des Wiederaufbaus wendeten die Züge in Hiratsuka. Die Japanische Staatsbahn verlagerte am 25. September 1971 den gesamten Güterumschlag zum zwei Kilometer westlich gelegenen Güterbahnhof Sagami. 1973 wurde das ursprüngliche Empfangsgebäude durch einen Neubau ersetzt. Aus Kostengründen stellte die Staatsbahn am 1. November 1986 die Gepäckaufgabe ein. Im Rahmen der Staatsbahnprivatisierung ging der Bahnhof am 1. April 1987 in den Besitz der neuen Gesellschaft JR East über.
Es bestehen Pläne, die Izumino-Linie der Bahngesellschaft Sagami Tetsudō von der heutigen Endstation Shōnandai nach Hiratsuka zu verlängern. Das Vorhaben soll bis 2030 umgesetzt werden.